# Kieconcha kermadeci
Kieconcha kermadeci är en snäckart som först beskrevs av Ludwig Pfeiffer 1856.  Kieconcha kermadeci ingår i släktet Kieconcha och familjen Helicarionidae. Inga underarter finns listade i Catalogue of Life.